# ناثانيال هاوثورن
كان ناثانيال هاوثورن (4 يوليو، 1804- 19 مايو، 1864) روائيًا، ورومانسيًا مظلمًا، وكاتب قصص قصيرة أمريكي. لطالما ركزت أعماله على التاريخ، والأخلاق، والدين.
وُلد عام 1804 في سالم بولاية ماساتشوستس، والده ناثانيل هاثورن ووالدته إليزابيث كلارك مانينغ وهو اسمها قبل الزواج. إنه أحد أحفاد جون هاثورن، القاضي الوحيد المشارك في محاكمات السحر في سالم الذي لم يندم يومًا على أفعاله. قصد كلية بودوين عام 1821، وانتُخب ليصبح عضوًا في فاي بيتا كابا عام 1824، وتخرج عام 1825. نشر عمله الروائي الأول فانشو (بالإنجليزية: Fanshawe) عام 1828، وحاول لاحقًا إيقافه لاعتقاده أنه لا يرقى لمعايير عمله التالي. نشر قصصًا قصيرة عدة في الدوريات، وجمعها عام 1837 في كتاب يُدعى قصص مروية مرتين (بالإنجليزية: Twice-Told Tales). في العام التالي، أصبح خطيبًا لصوفيا هاثورن. عمل في إصلاحية بوسطن، وانضم إلى معهد مزرعة بروك، وهي جمعية فلسفة متعالية، قبل أن يتزوج من صوفيا هاثورن عام 1824. انتقل الزوجان إلى منزل القس القديم في كونكورد في ماساتشوستس، وانتقلا لاحقًا إلى منطقة بيركشايرز في سالم، ومن ثم إلى منطقة ذا وايسايد في كونكورد. نُشرت رواية الحرف القرمزي (بالإنجليزية: The Scarlet Letter) عام 1850، وتتالت نجاحات رواياته الأخرى. أدى استلامه لمنصب القنصل السياسي إلى انتقاله مع عائلته إلى أوروبا حتى عودتهم إلى كونكورد عام 1860. توفي هاوثورن في التاسع عشر من شهر مايو عام 1864، وأبقت زوجته وأبنائه الثلاثة ذكره حيًا.
تركز معظم كتابات هاوثورن حول نيو إنجلاند، وتصور العديد من أعماله استعارات أخلاقية وعوامل ملهمة مناهضة للبيوريتانية. تُعتبر أعماله الخيالية جزءًا من الحركة الرومانسية، والرومانسية المظلمة على وجه الخصوص. تتمحور موضوعاته حول الشر الموروث وخطيئة البشر، وتحمل أعماله على الدوام رسالة أخلاقية وغموضًا نفسيًا عميقًا. تتضمن أعماله المنشورة روايات، وقصص قصيرة، وسيرة ذاتية تتناول قصة حياة صديقه الجامعي فرانكلين بيرس، الرئيس الرابع عشر للولايات المتحدة.

## حياته

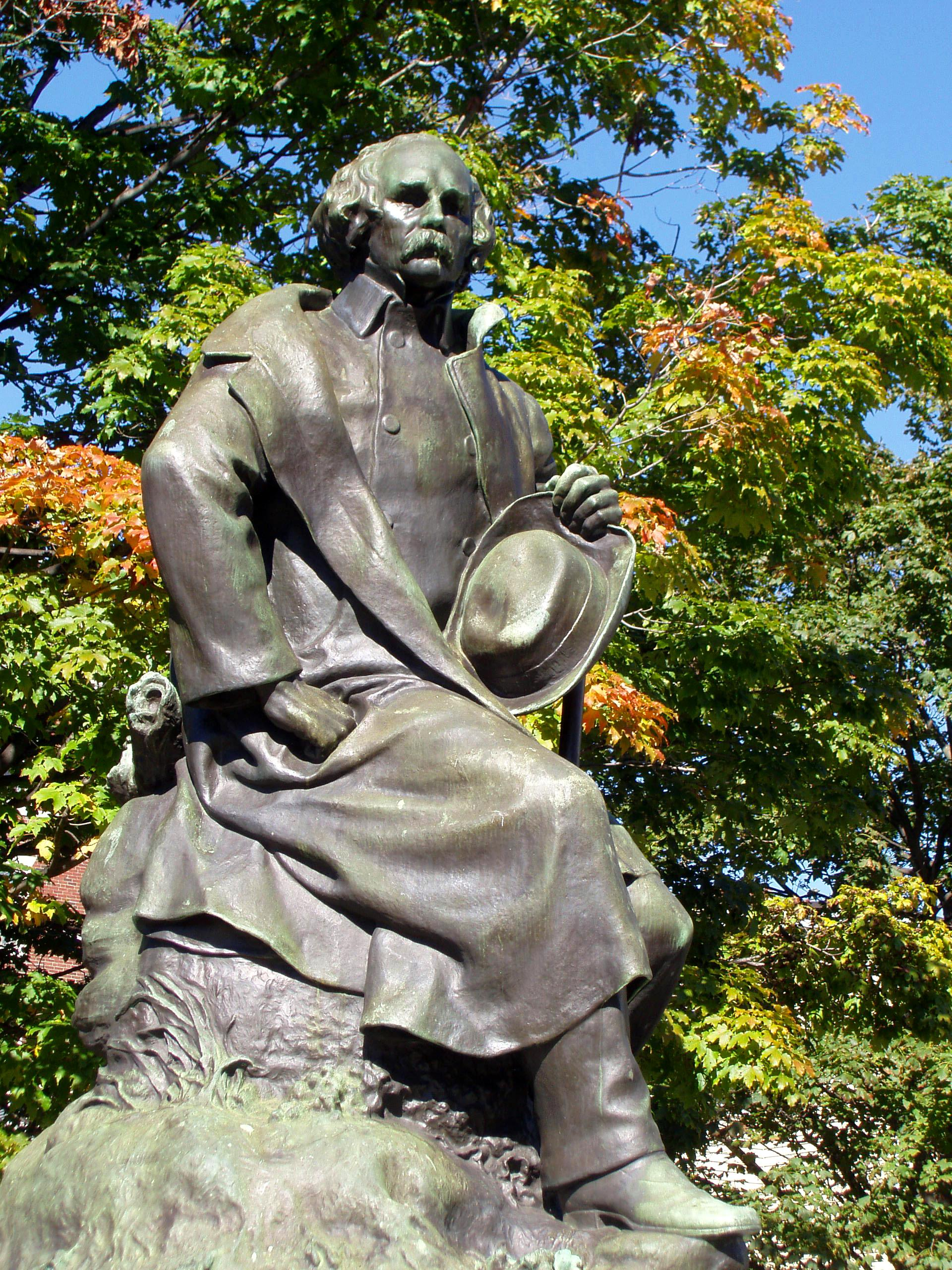
تمثال ناثانيال هاوثورن في سالم، ماساشوستس

ولد في مدينة سالم بولاية ماساتشوستس وكان من جيل أمريكي خامس لجد إنجليزي وسالم مدينة غنية ذات مرفأ اشتهرت بالتجارة مع الهند وأحد أجداده كان قاضيا أثناء محاكمات المشعوذين في مدينة سالم قبل نحو قرن ونصف واستخدم هوثورن في روايته المنزل ذو الجملونات السبعة فكرة حلول اللعنة على قاض شرير.

## كتاباته

### النقد
كتب هيرمان ميلفيل في مقالته بعنوان «هاوثورن وأشنياته» جدلًا شغوفًا يقترح فيه كون هاوثورن أحد أهم القديسين الأدبيين الأمريكيين قائلًا: «إنه أحد مؤلفي الجيل الجديد، ولكنه أفضل بكثير من مؤلفيكم». في مراجعته لكتاب أشنيات من منزل القس القديم، يصف ميلفيل انجذابه المتزايد لهاوثورن قائلًا: «أشعر أن هاوثورن هذا ألقى بذورًا ستنمو في روحي. يتوسع ويتعمق كلما تأملت فيه، ويغرس جذوره القوية المتأصلة في نيو إنجلاند في تربة روحي الجنوبية». كتب إدغار آلان بو تقييمات نقدية مهمة حول كتابي قصص مروية مرتين وأشنيات من منزل القس القديم. استند بو في تقييمه على احتقاره للرمزية والحكايات الأخلاقية، واتهاماته المتكررة بالسرقة الأدبية، على الرغم من اعترافه بأن:
أسلوب السيد هاوثورن صافٍ تمامًا، وطريقته مؤثرة، وجريئة، وحزينة، وملائمة تمامًا لموضوعاته...نعتبره واحدًا من القلائل ممن أنجبتهم بلادنا ويتمتعون بعبقرية لا شك فيها.
كتب رالف والدو إمرسون، «تبعث حقيقة أن ناثانيال هاوثورن كاتب على الضحك، إذ أن كتاباته لا تصلح لأي شيء، وهذا تكريم كبير للرجل». عظَّم هنري جيمس من شأن هاوثورن قائلًا: «الأمر الجيد عند هاوثورن هو أنه اهتم بالجانب النفسي على مستوى أعمق، وأنه حاول أن يألفه بطريقته». كتب الشاعر جون غرين ليف ويتير أنه كان يُقدّر «الجمال الغريب والراقي» في حكايات هاوثورن. قال إيفيرت أغسطس دايكينك عن هاوثورن أنه «من بين الأمريكيين القلائل الذين قُدِّر لهم أن يعيشوا، كان هاوثورن أكثرهم أصالة، وأقلهم استفادة من النماذج الأجنبية أو المؤلفين الأدبيين السابقين».

## أعماله
تجري معظم أعمال هوثورن وقصصه في بيئة بيوريتانية إصلاحية في نيو إنغلند وأشهر رواياته الحرف القرمزي
التي باتت الصورة الكلاسيكية لأمريكا الإصلاحية. فهي تروي علاقة حب جارف محرم بين رجل دين شاب عاطفي حساس هو القس آرثر ديمسيدل وفاتنة جميلة من بنات المدينة اسمها هستر برين وتدور حوادث الرواية في بوسطن نحو العام 1650 في المرحلة المبكرة لاستيطان المصلحين الدينيين البيوريتانيين وتزخر الرواية بهاجس التمسك بالأخلاق الكالفينية وما يواكبها من كبح. جنسي. وشعور. بالذنب

### روايات
- فانشاو (نشرت بشكل مجهول، 1828)
- الحرف القرمزي (1850)
- المنزل ذو الجملونات السبعة (1851)
- رومنسية بليثديل (1852)
- رومنسية دوليفر (1863) (غير مكتمل)
- سبتيموس فيلتون. أو، وأكسير الحياة (نشر في مجلة أتلانتك الشهرية، 1872)
- سر الطبيب غريمشاو: قصة حب (غير المكتمل)، مع مقدمة وملاحظات من قبل جوليان هاوثورن (1882)

### مجموعات قصصية
- قصص رويت مرّتين (1837)
- كرسي الجد (1840)
- طحالب من أولد مانس (1846)
- كتاب العجائب للبنات والبنين (1851)
- صورة الثلج، وحكايات أخرى رويت مرتين (1852)
- حكايات تانغلوود (1853)

### قصص قصيرة مختارة
- دفن روجر مالفن (1832)
- البطل الرمادي (1835)
- يونغ غودمان براون (1835)
- ويكفيلد (1835)
- ضيف طموح"(1835)
- تجربة الدكتور هيدجر (1837)
- الوحمة (مارس 1843)
- السكة الحديد السماوية (1843)

## روابط خارجية
- ناثانيال هاوثورن على موقع IMDb (الإنجليزية)
- ناثانيال هاوثورن على موقع الموسوعة البريطانية (الإنجليزية)
- ناثانيال هاوثورن على موقع ألو سيني (الفرنسية)
- ناثانيال هاوثورن على موقع ميوزك برينز (الإنجليزية)
- ناثانيال هاوثورن على موقع أول موفي (الإنجليزية)
- ناثانيال هاوثورن على موقع قاعدة بيانات برودواي على الإنترنت (الإنجليزية)
- ناثانيال هاوثورن على موقع قاعدة بيانات الأفلام السويدية (السويدية)
- ناثانيال هاوثورن على موقع إن إن دي بي (الإنجليزية)
- ناثانيال هاوثورن على موقع ديسكوغز (الإنجليزية)
- ناثانيال هاوثورن على موقع قاعدة بيانات الفيلم (الإنجليزية)